# Syntomopus parisii
Syntomopus parisii är en stekelart som beskrevs av De Santis 1976. Syntomopus parisii ingår i släktet Syntomopus och familjen puppglanssteklar. Inga underarter finns listade i Catalogue of Life.